# بلندی‌های بادگیر (فیلم ۱۹۳۹)
بلندی‌های بادگیر (انگلیسی: Wuthering Heights) فیلمی در ژانر درام و رمانتیک به کارگردانی ویلیام وایلر است که در سال ۱۹۳۹ منتشر شد.

## داستان
مسافری به نام لاک‌وود در برف گرفتار می‌شود و علی‌رغم رفتار سرد میزبانش هیث کلیف، در املاک وترینگ هایتس می‌ماند. اواخر همان شب، در اتاقی در طبقه بالا که زمانی اتاق عروس بود، لاک‌وود با باد سردی از خواب بیدار می‌شود و کرکره پنجره را می‌بیند که به جلو و عقب تکان می‌خورد. درست زمانی که می‌خواهد آن را ببندد، احساس می‌کند دست یخی دستش را گرفته است و صدای زنی را می‌شنود که بیرون صدا می‌زند: «هیت‌کلیف، اجازه بده داخل شوم! من در باله ها گم شده ام این کتی است! لاک‌وود با هیث کلیف تماس می‌گیرد و آنچه را که دیده به او می‌گوید، پس از آن هیث کلیف عصبانی او را از اتاق بیرون می‌اندازد. هنگامی که لاک‌وود رفت، هیثکلیف دیوانه‌وار کتی را صدا می‌زند و از پله‌ها پایین می‌رود و به سمت طوفان برف می‌رود. الن، خانه دار، به لاکوود شگفت زده می گوید که او روح کتی ارنشاو، تنها عشق بزرگ هیثکلیف را دیده است که سال ها پیش درگذشت. وقتی لاک‌وود می‌گوید که به ارواح اعتقادی ندارد، الن به او می‌گوید که ممکن است  داستان کتی را به او بگوید. هیتکلیف در کودکی توسط آقای ارنشاو در خیابان های لیورپول پیدا می شود که او را به خانه می آورد تا با دو فرزندش کتی و هیندلی زندگی کند. کتی در ابتدا با اکراه، در نهایت از هیثکلیف استقبال می‌کند و آن‌ها بسیار به هم نزدیک می‌شوند، اما هیندلی با او به‌عنوان یک طرد شده رفتار می‌کند، به خصوص پس از مرگ آقای ارنشاو. حدود ده سال بعد، هیثکلیف و کتی که اکنون رشد کرده‌اند عاشق هم شده‌اند و مخفیانه در پنیستون کرگس با هم ملاقات می‌کنند. هیندلی منزجر شده  هیثکلیف را مجبور می کند تا ساکن طویله باشد.
یک شب که کتی و هیثکلیف با هم بیرون هستند، موسیقی می شنوند و متوجه می شوند که همسایگانشان، خانواده لینتون، در حال برگزاری مهمانی هستند. این جفت با بالا رفتن از دیوار باغ خود به صورت مخفیانه به داخل املاک لینتون ها می روند، اما سگ ها به آنها حمله می کنند. یکی از سگ ها کتی را گاز می گیرد و او از ناحیه پا آسیب جدی می بیند. هیث کلیف مجبور می شود کتی را تحت مراقبت آنها بگذارد. خشمگین از اینکه زرق و برق و ثروت لینتون ها به کتی اثر میکند ، خانواده را به خاطر آسیب او سرزنش می کند و همه آنها را نفرین می کند.
کتی ماه ها با لینتون ها می ماند به طور کامل بهبود می یابد، به خانه باز می گردد. ادگار لینتون عاشق کتی شده و به زودی خواستگاری می کند. بعد از اینکه ادگار او را به ارتفاعات Wuthering Heights می برد، به الن می گوید که چه اتفاقی افتاده است. الن هیثکلیف را به او یادآوری می کند، اما کتی با صراحت می گوید که ازدواج با او باعث تحقیر است. هیتکلیف شنیده و خارج میشود . هنگامی که کتی متوجه می شود که هیثکلیف شنیده است، در طوفان به دنبال او به داخل تالاب می دود. ادگار او را سرد و مریض می یابد. او دکتر محلی، کنت را احضار می کند، که او را به سلامت برمی گرداند. بلافاصله پس از بهبودی، کتی و ادگار با هم ازدواج میکنند.
هیثکلیف پس از آن ناپدید می‌شود، اما سال‌ها بعد بازمی‌گردد، اکنون ثروتمند و زیبا. او ظاهر و آداب خود را برای تحت تاثیر قرار دادن کتی اصلاح کرده و مخفیانه Wuthering Heights را از هیندلی خریداری می کند که قمار و مشروب زیاد او را به تباهی مالی کشانده است. کتی با وجود بازگشت هیتکلیف با ادگار باقی می ماند و عشق او را انکار می کند. به رغم کتی، هیثکلیف شروع به خواستگاری خواهر ساده لوح ادگار، ایزابلا می کند. علیرغم مخالفت شدید کتی این دو در نهایت با هم ازدواج کرده کتی دل شکسته به زودی به شدت بیمار می شود. هیثکلیف برخلاف میل ایزابلا که اکنون سرخورده و تلخ شده است، به سمت او می‌رود. کتی در نهایت به هیثکلیف می گوید که فقط او را دوست دارد و آنها با بخشیدن یکدیگر آشتی می کنند. به درخواست او، هیت کلیف کتی را به سمت پنجره می برد تا بتواند برای آخرین بار پیش از مرگ در آغوش هیتکلیف لنگرگاه را ببیند. هیثکلیف از کتی می خواهد که او را تا روز مرگ تحت تعقیب قرار دهد.
در حالی که الن داستان خود را تمام می کند، دکتر کنت از راه می رسد و به الن و لاکوود می گوید که هیت کلیف را با یک زن در لنگرگاه ها دیده است، اما جسد هیت کلیف را به تنهایی در برف پیدا میکنند و الن متوجه می شود که دکتر ارواح هیثکلیف و کتی را دیده است که اکنون با هم هستند.

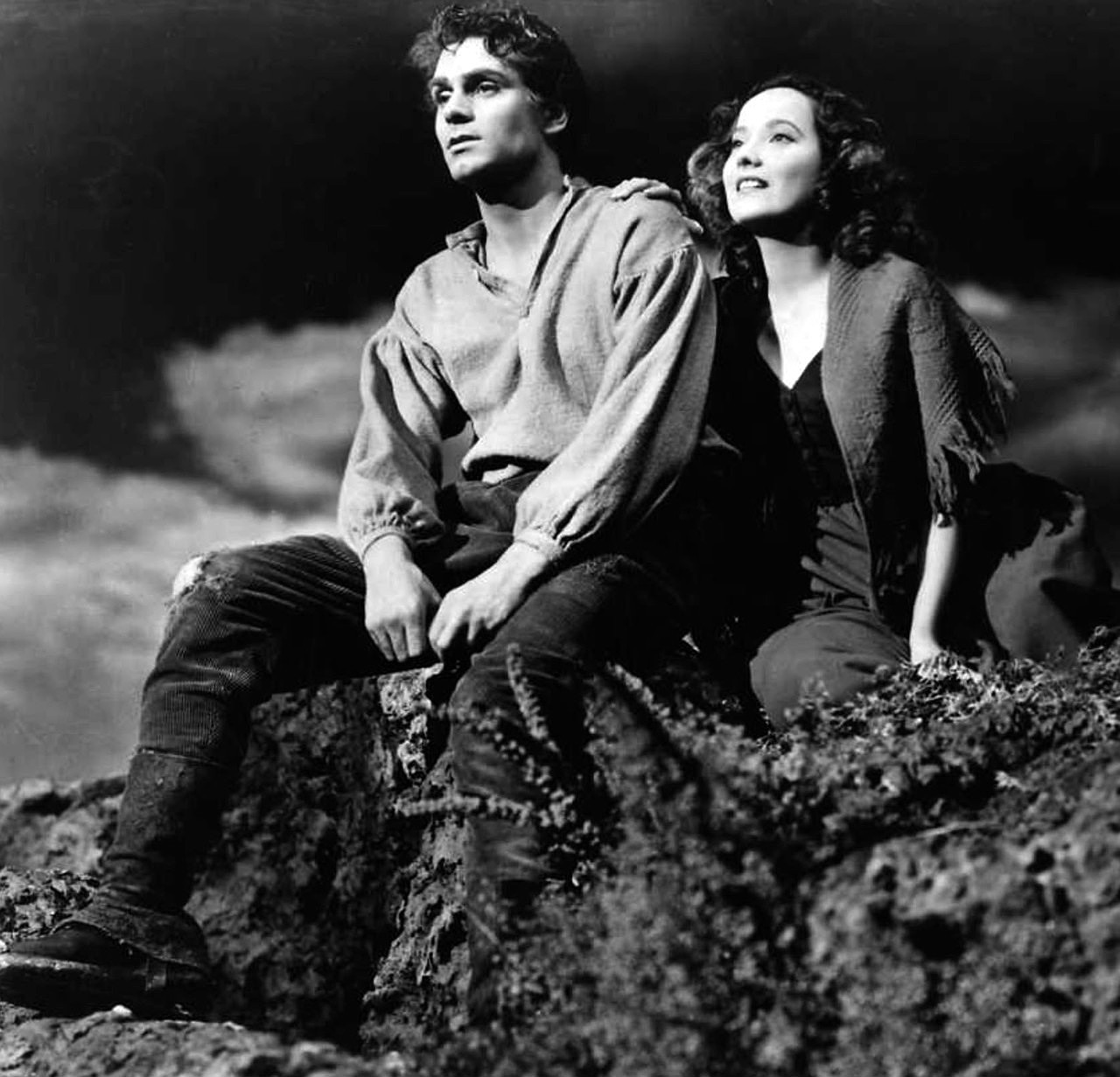

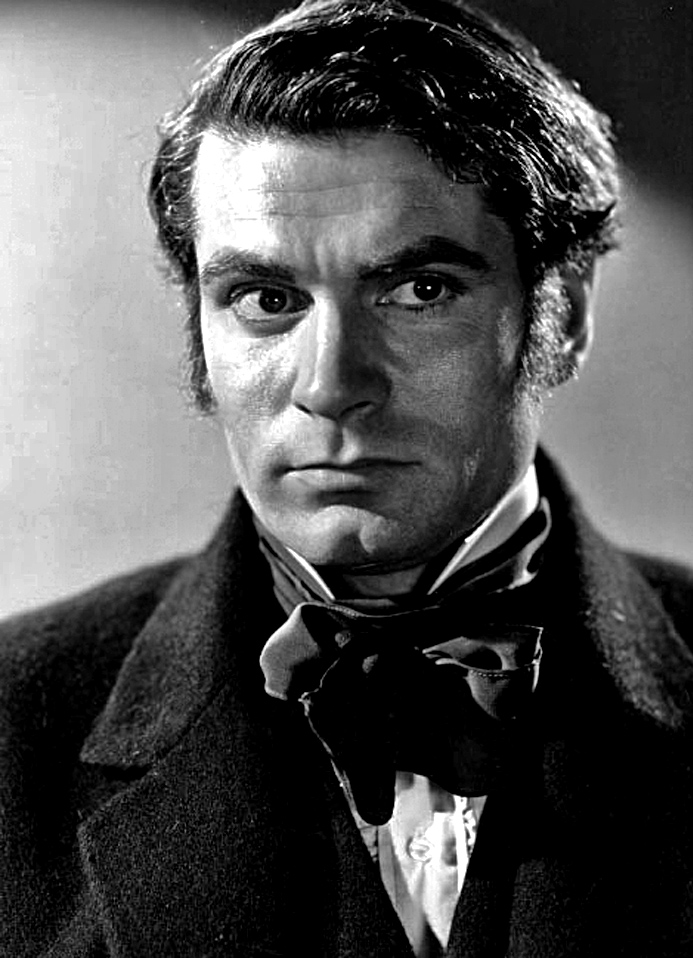
لارنس اولیویه در نقش هیثکلیف، 1939

## بازیگران
- مرل اوبرون
- لارنس الیویه
- دیوید نیون
- جرالدین فیتزجرالد
- فلورا رابسون
- دونالد کریسپ
- لئو جی. کارول
- سسیل کلاوای
- سیسیل هامفریز